# One Summer Lonely
「One Summer Lonely」（ワン・サマー・ロンリー）は、日本の女性歌手である、中村由真の7枚目のシングル。

## 背景
表題曲の「One Summer Lonely」は、アルバム『GIRL & WOMAN』の先行シングルである。
カップリング曲の「LAZY LAZY」は、2008年に発売されたコンピレーション・アルバム『EIGHTEEN+シングルコレクション』にて初収録された。

## 収録曲
| 全作詞: 吉元由美、全編曲: 瀬尾一三。 |                       |          |        |
| #                                    | タイトル              | 作詞     | 作曲   |
| 1.                                   | 「One Summer Lonely」 | 吉元由美 | 岸正之 |
| 2.                                   | 「LAZY LAZY」         | 吉元由美 | 岡本朗 |

## 収録アルバム
- GIRL & WOMAN（1988年） - 林哲司プロデュースによるオリジナルアルバム
- TWILIGHT MAGIC（1988年） - ライブアルバム
- Guraduation（1989年） - ベストアルバム
- EIGHTEEN+シングルコレクション（2008年）